# Megaminx

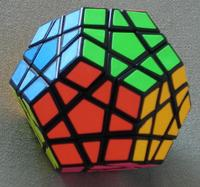
A hatszínű megaminx

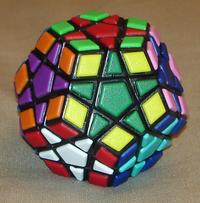
A tizenkét színű megaminx

A Megaminx egy dodekaéder alakú logikai játék, hasonló a Rubik-kockához. 50 darab forgatható alkatrésszel rendelkezik (a Rubik-kockának csak 20 darab ilyen alkatrésze van).

## Leírás
A megaminx 12 darab középkockából, 20 darab csúcskockából és 30 darab élkockából tevődik össze. A középkockákon egyféle, az élkockákon kétféle és a csúcskockákon háromféle szín található (értelemszerűen, mint a Rubik-kocka esetében). Egy oldal egy darab középkockát és 5-5 darab élkockát, illetve sarokkockát tartalmaz.
A megaminxnek két változata létezik: a hatszínű megaminx, ahol az adott oldalnak és a vele ellentétes oldalnak is ugyanolyan a színe, valamint a tizenkét színű megaminx, ahol minden oldalnak különböző színe van.
A játék lényege, hogy össze kell keverni a színeket, majd az így keletkezett káoszt rendbe hozni, az eredeti állapotot visszaállítani. Másik fajta játékmód - és ebben különbözik forradalmian a Rubik-kockától -, hogy az eredeti, összerakott állapotból lehet különféle mintákat (csillag, hattyú, stb.) kirakni. Erre leginkább az eredeti, Kristóf Miklós-féle magyar dodekaéder a megfelelő.
A tizenkét színű megaminxnek 1,0×1068 kombinációja, míg a hatszínű megaminxnek „csupán” 6,1×1063 kombinációja létezik.

## Feltalálók
A hivatkozott "Jaap's…" oldal szerint valószínűleg egyidejűleg a következők a feltalálók (másolat) :
""The Magic Dodecahedron has been contemplated for some time. So far I have seen photos or models from: Ben Halpern (USA), Boris Horvat (Yugoslavia), Barry Lockwood (UK) and Miklós Kristóf (Hungary), while Kersten Meier (Germany) sent plans in early 1981. I have heard that Christoph Bandelow and Doctor Moll (Germany) have patents and that Mario Ouellette and Luc Robillard (Canada) have both found mechanisms. The Hungarian version is notable as being in production … and as having planes closer to the centre so each face has a star pattern."
"Uwe Mèffert has bought the Halpern and Meier rights, which were both filed on the same day about a month before Kristóf. However there is an unresolved dispute over the extent of overlap in designs."
A magyar Kristóf Miklósra utal a hivatkozásokról megtalálható Hungarian Supernova elnevezés. A KöMaL honlapján találhatunk tőle néhány erre utaló mondatot:
- http://www.komal.hu/forum/forum.cgi?a=to&tid=29&st=25&sp=37

Érdekes megjegyzés a fórumról tőle: "Ugyanúgy kell összerakni mint a bűvös kockát, de itt még sokkal több minta lehetséges, sőt itt van Abszolút Káosz is, ahol minden lapon 11 különböző szín van! Ezt sokkal nehezebb kirakni mint az Abszolút Rendet!"